# Robert Pichette
Pour les articles homonymes, voir Pichette.
Robert Pichette est  un héraldiste canadien né à Edmundston (Nouveau-Brunswick) le 7 août 1936 et mort le 24 octobre 2019 à Moncton.
Concepteur du drapeau du Nouveau-Brunswick, il est très impliqué en héraldique et vexillologie pendant une grande partie de sa vie, et est honoré du titre de Héraut Dauphin extraordinaire de l'Autorité héraldique du Canada.

## Biographie
Robert Pichette est le fils d'Albert Pichette, juge de la Cour suprême (en) du Nouveau-Brunswick et de Mary-Ann Duncan. 

### Carrière
Robert Pichette a fait ses études à Montréal et au collège Saint-Louis d'Edmundston. Après avoir servi pendant trois ans dans l'aviation royale du Canada, il fait un stage pour étudier l'héraldique canadienne à titre de boursier auprès du Conseil des arts du Canada. Il fait quelques années de journalisme de radio et de télévision d'abord sur les antennes CBAFT et CBAF, au journal L'Évangéline, puis au poste CKCH (en) de Hull, et Ottawa. Durant les années 1960, il travaille pour le gouvernement du Nouveau-Brunswick comme chef de cabinet, sous-ministre du Premier ministre Louis J. Robichaud et comme délégué aux Affaires culturelles de la province. Il travaille ensuite pour le Commissaire fédéral aux langues officielles en tant que représentant du Commissaire dans les provinces Atlantiques, à Moncton est pour l'Agence de promotion économique du Canada atlantique à Sydney et Moncton.  Il prend sa retraite en 1991. Pendant l’Expo 67, Robert Pichette est détaché temporairement du cabinet du premier ministre pour être le Commissaire adjoint et directeur général du Pavillon des Provinces Atlantiques. Robert Pichette a été membre à deux reprises de la délégation canadienne pour la reconduite de l'Accord-cadre Canada-France et membre du Comité permanent des conseils d'administration de plusieurs institutions culturelles, notamment la  North American Assembly of State and Provincial Arts Agencies, le Festival d'art dramatique du Canada, le Conseil des arts populaires du Canada, la Fredericton Playhouse et le Cercle français de Fredericton.

### Drapeau du Nouveau-Brunswick
Le drapeau actuel du Nouveau-Brunswick (la bannière (en) des armoiries de la province) a été adopté par proclamation le 25 février 1965. À cette période, Robert Pichette était assistant administratif au bureau du premier-ministre et a contribué dans la conception et dans la sélection de prototypes pour ce drapeau. Étant donné la volonté de certains de proclamer le Red Ensign comme nouveau drapeau de la province, le produit final fut complété en moins de deux semaines. Bien qu'aidé par Alan Beddoe (en) dans le dessin du drapeau, Robert Pichette est considéré comme le créateur du drapeau actuel du Nouveau-Brunswick.

### Famille
Robert Pichette s'est marié le 12 août 1967 à Fredericton avec Patricia Roberts (maintenant divorcé). Ils ont deux enfants, Marc et Luc Pichette.

## Titres
Robert Pichette est chevalier grand-croix en obédience du très vénérable ordre de Saint-Jean. Il est l'auteur de nombreux livres et articles sur l'histoire de l'Acadie et du Nouveau-Brunswick. Autorité reconnue en héraldique, il a été élu à l'Académie internationale d'héraldique et il est Fellow de la Société royale héraldique du Canada dont il a été l'un des fondateurs. Il détient le titre officiel, depuis 1995, de Héraut Dauphin extraordinaire de l'Autorité héraldique du Canada. Il est membre de l'Ordre du Nouveau-Brunswick, officier de l'Ordre de la Légion d'honneur, officier de l'Ordre national du Mérite français, chevalier de l'Ordre des arts et des lettres, chevalier des palmes académiques, chevalier de l'Ordre de La Pléiade, docteur ès lettres honoris causa de l'Université Sainte-Anne (N.-É.), docteur honoris causa en administration publique de l'Université de Moncton.

## Publications
- Livres

PICHETTE, R. (2014), « Le peuple qu’on nomme acadien… » : Centenaire de la première paroisse française de Moncton (1914-2014), Moncton, Paroisse Notre-Dame de l’Assomption.

PICHETTE, R. (2014), 50e ans d’amitié franco-acadienne : Le consulat de France à Moncton, 1964-2014, Moncton, Institut d’études acadiennes, Université de Moncton.

PICHETTE, R. (2013), Premiers pas, ancrage et évolution : L’Ordre de Malte au Canada/Beginnings and Establishment : The Order of Malta in Canada, L’Association canadienne de l’Ordre souverain militaire hospitalier de Malte au Canada, Ottawa.

PICHETTE, R. (2012), La cathédrale Notre-Dame-de-l’Assomption : Monument de la reconnaissance, prologue de John Leroux, Chaire de recherche en études acadiennes, Université de Moncton, Moncton.

PICHETTE, R. (2011), La « Science de gueule » en Acadie, (à paraître aux Éditions Perce-Neige).

PICHETTE, R. (2010), Sauver des vies : L’Ambulance St-Jean Nouveau-Brunswick/Saving Lives : St John Ambulance in New Brunswick, Conseil de Saint-Jean du Nouveau-Brunswick/St. John Council for New Brunswick, Fredericton, novembre 2010.

PICHETTE, R. (2010), Royal Heraldry in New Brunswick/L’héraldique royale au Nouveau-Brunswick (à paraître).

PICHETTE, R. (2008), Pichette en pièces détachées, Moncton, Éditions Perce-Neige, Collection Essais et documents.

PICHETTE, R. (2006), Le pays appelé l’Acadie : Réflexions sur des commémorations, [Préface d’Herménégilde Chiasson], Moncton, Centre d’études acadiennes, Université de Moncton.

PICHETTE, R. (2004), La chapelle de l’Ordre de Malte à Montréal/The Chapel of the Order of Malta in Montreal, Montréal, Association canadienne de l’Ordre souverain militaire de Malte.

PICHETTE, R. (2003), L’Académie française et l’Acadie, Moncton, Centre d’études acadiennes, Université de Moncton.

PICHETTE, R. (2003), Bref historique et armorial de l’Association canadienne de l’Ordre souverain militaire de Malte/Historical Sketch and Armorial of the Canadian Association of the Sovereign Military Order of Malta, [Préface de Robert D. Watt], Toronto, Pro Familia Publishing.

PICHETTE, R., (direction) Lord it is good for us to be here: The Cistercian Monks in Rogersville New Brunswick, 1902-2002, [Foreword by Dom Maurice J. Guimond], Rogersville (N.-B.), Les Pères Trappistes, 2002.

PICHETTE, R. (2002), Il est heureux que nous soyons ici : Les Cisterciens en Acadie 1902-2002, [Avant-propos par Dom Maurice J. Guimond], Beauport (Qc), Publications HMH, en coll. avec Paris, les Éditions Franciscaines.

PICHETTE, R. (2001), A Brief History of the Canadian Association of the Order of Malta/Bref historique de l’Association canadienne de l’Ordre de Malte, Ottawa, Association canadienne de l’Ordre souverain de Malte.

PICHETTE, R. (1999), Une croix honorable : Les Ordres de Saint-Jean au Nouveau Monde/This Honourable Cross: The Orders of Saint John in the New World, Ottawa, Association canadienne des chevaliers de l’Ordre souverain de Malte.

PICHETTE, R. (1998), Napoléon III, l’Acadie et le Canada français, Moncton, Éditions d’Acadie.

PICHETTE, R., Chris REARDON et A.J.B. JOHNSTON (1997), Louisbourg, reflet d’une époque, Halifax, Nimbus Publishing Limited.

PICHETTE, R. (1995), Bâtie sur le roc : Mgr Numa Pichette, témoin d’une époque, [Préface par Mgr Gérard Dionne], Moncton, Éditions d’Acadie.

PICHETTE, R. (1994), L’Acadie par bonheur retrouvée : De Gaulle et l’Acadie, [Préface par le Dr Léon Richard], Moncton, Éditions d’Acadie.

PICHETTE, R. (1990), Les religieuses, pionnières en Acadie, Moncton, Michel Henry éditeur.

PICHETTE, R. (1989), Pour l’honneur de mon prince, [Préface par Claude Bourque], Moncton, Michel Henry éditeur (prix littéraire France-Acadie 1989).

PICHETTE, R. (1987) Bellérophon, Moncton, Éditions d’Acadie.

PICHETTE, R. (1982), Chimères, poèmes d’amour et d’eau claire, Moncton, Éditions d’Acadie.

PICHETTE, R., et R.W. KEYSERLINGK (1978), « L’Ordre de Malte aux origines de l’Amérique », The Order of Malta: Past and Present/L’Ordre de Malte : passé et présent, Montréal, Association canadienne des chevaliers de l’Ordre de Malte, Imprimerie Pierre DesMarais.

PICHETTE, R., et S. GALLOWAY (1976), A Roll of Arms of Members of the Society, Ottawa, The Heraldry Society of Canada, vol. x, no 3.

PICHETTE, R., et collaboration d’Auguste VACHON (1976), An Exhibition of Armorial Silver from The Henry Birks Collection of Canadian Silver/Exposition d’argenterie armoriée de la Collection Henry Birks d’argenterie canadienne, catalogue, Ottawa, Société héraldique du Canada et Les Archives publiques du Canada.

PICHETTE, R. (1975), Essai d’armorial de l’Ordre du Saint-Sépulcre au Canada, Ottawa, l’auteur.

PICHETTE, R. (1955), Biographical Sketch of the Hon. John F. Rice, Edmundston (N.-B.), Imprimerie Le Madawaska.

PICHETTE, R. (1953), Bref aperçu historique sur la famille d’Amours, Edmundston (N.-B.), Imprimerie Fortin.
Pichette en pièces détachées : Éditoriaux, chroniques et ..., Éditions Perce-Neige, 2008,  (ISBN 9782922992427)
Le pays appelé l'Acadie : réflexions sur des commémorations : essais, Centre d'études acadiennes, 2006. 
L'Acadie par bonheur retrouvée : De Gaulle et l'Acadie, Éditions d'Acadie, 1994. 
- Traductions

Capitale bâtie : guide patrimonial de Fredericton, John Leroux et Peter Pacey (direction), traduction par Robert Pichette, Fredericton Heritage Trust Inc., 2015.

L’Ordre de Malte et l’année de la foi, Cahier de spiritualité No 13, Ordre souverain militaire hospitalier de Saint-Jean de Jérusalem de Rhodes et de Malte, Rome, 2013.

L’Ordre de Malte et la nouvelle évangélisation, Cahier de spiritualité No12, Ordre souverain militaire hospitalier de Saint-Jean de Jérusalem, Rome 2012.

Formation et service, Cahier de spiritualité No11, Ordre souverain militaire hospitalier de Saint-Jean de Jérusalem de Rhodes et de Malte, Rome, 2011.

Introduction à la Prière, Cahier de spiritualité No10, Ordre souverain militaire hospitalier de Saint-Jean de Jérusalem de Rhodes et de Malte, Rome, 2010.

Ordre de Malte. Données de base pour un renouveau, Cahier de spiritualité No9, Ordre souverain militaire hospitalier de Saint-Jean de Jérusalem de Rhodes et de Malte, Rome, 2008.

Earle LOCKERBY, Déportation des Acadiens de l’Île-du-Prince-Édouard (traduction de Deportation of the Prince Edward Island Acadians, Nimbus Publishing, Halifax, 2008), Éditions du Carré, Montréal, 2010.

Earle LOCKERBY, « L’origine française de la cloche de Rollo Bay », Les Cahiers, La Société historique acadienne, Vol. 40, no 1, p. 49-55.

COLLECTIF, Ordre souverain militaire hospitalier de Saint Jean de Jérusalem de Rhodes et de Malte, Cahier de spiritualité « Ordre de Malte directions essentielles pour un renouveau », No 9, Roma, 2008.

Matteo BINASCO, « James Jones : missionnaire catholique irlandais en Nouvelle-Écosse », Les Cahiers, La Société historique acadienne, Vol. 39, no 1, mars 2008, p. 9-16.

W. Earle LOCKERBY, « Le serment d’allégeance, le service militaire, les déportations et les Acadiens : opinions de France et de Québec aux 17e et 18e siècles », Acadiensis. XXXVII, 1 (hiver/printemps 2008), pp. 149-171.

A.J.B. JOHNSTON, « La Déportation des Acadiens dans un contexte comparatif : une introduction », Les Cahiers, La Société historique acadienne, Vol.40, no 1, p.4-27.

Matteo BINASCO (2006), « Les activités des missionnaires catholiques romains en Acadie/Nouvelle-Écosse (1610-1755) », Les Cahiers, La Société historique acadienne, vol. 37, no 1, p. 4-29.

William SULLIVAN (2003), Promesse de miséricorde, traduction de Promise of Mercy, Toronto, University of Toronto Press.

A.J.B. JOHNSTON (2004), « La séduction de l’archétype face au défi de l’histoire de l’Acadie », Les Cahiers, La Société historique acadienne, vol. 36, no 1, mars 2005, traduction de « The Call of the Archetype and the Challenge of Acadian History », French Colonial History, vol. 5, p. 63-92.

PICHETTE, R. (1990), Petit-de-Grat, traduit pour le comité du 275e anniversaire, Petit-de-Grat (N.-É.).

PICHETTE, R. (1980), « Bishop Plessis’ 1815 Visitation of Cape Breton », Cape Breton’s Magazine, no 55, p. 41-47, no 56, p. 51-59, traduit de « Le journal des visites pastorales en Acadie de Mgr Joseph-Octave Plessis 1811-1812-1815 », Les Cahiers, La Société historique acadienne, vol. xii, nos 1, 2, 3.

PICHETTE, R. (1972), « Gobineau’s Portrait of Sydney, 1859 », Cape Breton’s Magazine, no 53, p. 34-39 ; no 54, p. 42-58, traduction de Voyage à Terre-Neuve suivi de La Chasse au caribou, comte de A. de Gobineau présenté par Robert Cliche, Montréal, Éditions du Jour (réimpression de l’édition originale, [1861], Paris, Hachette).

Kenneth DONOVAN (1988), Le Marquis de Chabert et l’observatoire de Louisbourg vers 1750, traduction de The Marquis de Chabert and the Louisbourg Observatory in the 1750s, Sydney (N.-É.), Commission historique du grand prieuré canadien de l’Ordre de Saint-Lazare de Jérusalem.

Sœur St. Michael GUINAN et John A. MacPHERSON (1983), Où la moisson de la vie mûrit Guide à l’usage de bénévoles se préparant au ministère auprès des personnes âgées, traduction de Where Life’s Harvest Mellows: A Guide for Volunteers Preparing for Pastoral Care Visiting, Canadian Institute of Religion and Gerontology with The Canadian Association of the Sovereign and Military Order of Malta.

Laurie C.C. STANLEY (1982), Impur ! Impur ! La lèpre au Nouveau-Brunswick de 1844-1880, traduction de Unclean ! Unclean ! Leprosy in New Brunswick 1844-1880, Moncton, Éditions d’Acadie.
- Communications et essais

PICHETTE, R. (2016), “The Priest and the Emperor: Napoleon III and the Acadians of Prince Edward Island”, The Island Magazine (Charlottetown) (to be published)

PICHETTE, R. (2016), « Le curé et l’empereur : Napoléon III et les Acadiens de l’Île-du-Prince-Édouard », The Island Magazine (Charlottetown), à paraître

PICHETTE, R. (2016), « Georges Nestler Tricoche )1859-1938) : Un homme de lettres à Terre-Neuve », à paraître.

PICHETTE, R. (2015), « Connexité de Chateaubriand à l’Acadie et Terre-Neuve », colloque d’histoire La Place de Saint-Pierre et Miquelon dans l’Amérique française, Saint-Pierre et Miquelon, 5-9 novembre 2015.

PICHETTE, R. (2013), « Les vitraux marials de la cathédrale de Moncton », Vivre et célébrer – Revue de pastorale liturgique et sacramentelle, Conférence des évêques catholiques du Canada, No 215, automne 2013.

PICHETTE, R. (2013), « “Pas un loup, mais un renard” : Clément Cormier, c.s.c. (1910-1987) », Les Cahiers, La Société historique acadienne, Vol. 44, No 3, septembre 2013, p. 79-87.

PICHETTE, R. (2012), « The humble, yet generous potato/L’humble mais généreuse patate » et « The First Acadian Recipe/La première recette acadienne », Anne Marie Lane Jonah et Chantal Véchambre, French Taste in Atlantic Canada 1604/1758 A Gastronomic History ~ Le goût français au Canada atlantique 1604/1758 Une histoire gastronomique, Cape Breton University Press, 2012, p. 38-42, 194-195.

PICHETTE, R. (2010), « L’Alliance française, l’une des trois passions de Pascal Poirier », Les Cahiers, La Société historique acadienne, Vol. 41, No 4, décembre 2010, p. 202-216.

PICHETTE, R. (2009), « La Sagouine, 1971 », 100 Photos that Changed Canada; Images that Defined a Nation, HarperCollins.

PICHETTE, R. (2009), « Le drapeau acadien : un paradoxe », (texte du 9 août 1984), La Petite Souvenance, 23e édition, Comité historique Sœur-Antoinette Des Roches, Musée acadien, Miscouche, Î.-P.-É.

PICHETTE, R. (2008), « Sanctifié dans la captivité ; vivifié par la foi : L’Église en Acadie et la commémoration des événements de 1755 », 75e Congrès de la Société canadienne d’histoire de l’Église catholique, Québec, 26 septembre 2008, Études d’histoire religieuse, La Société canadienne d’histoire de l’Église catholique, Vol. 75,2009, p. 109-124.

PICHETTE, R. (2008), « L’augmentation aux armes des frères Kirke : Commémoration héraldique d’une conquête », XXVIIe Congrès des sciences héraldique et généalogique, Québec, 26 juin 2008 (à paraître, 2009).

PICHETTE, R. (2006), « Armoiries des supérieurs à Rogersville/Heraldry of the Superiors at Rogersville », Get Hooked on the River The Miramichi Leader, vol. 1A, no 5, 29 septembre, p. 24.

PICHETTE, R. (2006), « From urban France to rustic New Brunswick: A leap of faith », Get Hooked on the River The Miramichi Leader, vol. 1A, no 5, 29 septembre, p. 11.

PICHETTE, R. (2006), « La Capricieuse : élément d’une politique étrangère ou personnelle de Napoléon III à l’égard du Canada ? », dans La Capricieuse (1855) : poupe et proue. Les relations France-Québec (1760-1914), actes du colloque scientifique tenu à Québec les 6-7 octobre 2005, sous la direction d’Yvan Lamonde et Didier Poton, [Québec], Presses de l’Université Laval, p. 191-209.

PICHETTE, R. (2006), « La Capricieuse : élément d’une politique étrangère ou personnelle de Napoléon III à l’égard du Canada ? », communication donnée au colloque de Québec, publiée sans l’appareil critique dans Nouveaux Cahiers Les Amis de Napoléon III, Paris, no 42, p. 39-44.

PICHETTE, R. (2005), « Napoléon III, la filière acadienne », Cap-aux-Diamants, Québec, no 81, printemps 2005, p. 50-54.

PICHETTE, R. (2005), « Hommage à Louis J. Robichaud », Les Amitiés acadiennes, no 111, mars, p. 32.

PICHETTE, R. (2005), « Communication par Robert Pichette à l’inauguration du buste de Napoléon III à Rustico, Île-du-Prince-Édouard, le samedi 3 avril 2004 », Les Amis de Napoléon iii « Nouveaux Cahiers du second Empire », no 41, p. 39-40.

PICHETTE, R. (2004), « L’Acadie : un pays qui s’est fait », Les Cahiers, La Société historique acadienne, vol. 35, no 4, décembre, p. 144-166.

PICHETTE, R. (2004), « L’Acadie, “cette terre de bénédiction” », Cap-aux-Diamants, Québec, no 77, printemps.

PICHETTE, R. (2004), « Le Madawaska, terre d’accommodement », Revue de la Société historique du Madawaska, vol. xxxii, nos 1-2, janvier-juin, p. 4-11.

PICHETTE, R. (2004), « Un pionnier politique de l’Acadie : Auguste Renaud », Les Cahiers, La Société historique acadienne, vol. 35, no 3, juillet-septembre, p. 113-120.

PICHETTE, R. (2003), « Chroniqueur “acadien” : mode d’emploi », Égalité, revue acadienne d’analyse politique, Moncton, no 48, printemps, p. 173-190.

PICHETTE, R. (2003), « Louis Robichaud, la cible des Irving /Louis Robichaud : Irving’s Target », Le Topo, publication de l’Association acadienne des journalistes, Moncton, automne, p. 3-5.

PICHETTE, R. (2002), « Fleeing France. It was 100 years ago that six monks arrived from France to establish a refuge in Rogersville », The New Brunswick Reader (The Telegraph Journal), 25 mai, p. 12-13.

PICHETTE, R. (2002), « J.-O. Pichette, échevin de Campbellton, N.-B. (1916-1917) », Bulletin de la Société historique du comté de Restigouche, vol. 20, no 2, automne, p. 12-15.

PICHETTE, R. (2002), « L’Autorité héraldique au Canada en 2002 », Le Rôle d’armes de Poitou Bulletin de la Société héraldique Pictave, vol. 6, no 1.

PICHETTE, R. (2001), « Clément Cormier, un éminent Canadien », Les Cahiers, La Société historique acadienne, vol. 32, no 3, septembre, p. 138-139.

PICHETTE, R. (2001), « Les juges et les médias », University of New Brunswick Law Journal/Revue de droit de l’UNB, vol. 50, p. 287-290.

PICHETTE, R. (2001), « Culture et langues officielles », L’ère Louis J. Robichaud 1960-1970, actes du colloque, Moncton, Institut canadien de recherche sur le développement régional, collection « Maritimes », p. 69-89.

PICHETTE, R. (2001), « Culture and Official Languages », The Robichaud Era, 1960-70, Colloquium Proceedings, Maritime Series, The Canadian Institute for Research on Regional Development, Moncton, 2001, p. 67-86.

PICHETTE, R. (2001), « Mgr Marcel-François Richard (1847-1915), zélateur de la Vierge Marie en Acadie », dans Des témoins marials en Acadie, sous la direction de Sr Ghislaine Boucher, r.j.m., Sillery, Fondation Marie Immaculée, collection « Aux sources mariales de l’Église canadienne », no 19, aout, p. 7-30, et préface, p. 4-5.

PICHETTE, R. (2001), « Florilège poétique marial acadien », dans Marie en Acadie, sous la direction de Sr Ghislaine Boucher, r.j.m., Sillery, Fondation de Marie Immaculée, collection « Aux sources mariales de l’Église canadienne », no 20, aout.

PICHETTE, R. (2001), « Un admirateur de Longfellow : Léon Barbey d'Aurevilly », Port Acadie : revue interdisciplinaire en études acadiennes, Université Sainte-Anne, Pointe-de-l’Église (N.-É.), vol. 1, no 1, printemps.

PICHETTE, R. (2000), « A Queen of “Happy Memory” Gave New Brunswick its Flag », Flagscan, no 58, vol. 15/2, été, p. 7-13.

PICHETTE, R. (2003), « Armoiries de souveraineté et de possession française en Amérique », Revue française d’héraldique et de sigillographie, tomes 69-70, (1999-2000), p. 7-38.

PICHETTE, R. (2000), « Une découverte : les armoiries de Mgr Marcel-François Richard », Les Cahiers, La Société historique acadienne, vol. 31, no 2, juin, p. 147-150.

PICHETTE, R. (1999), « “Longtemps l’Acadie a attendu un chef” : Clément C. Cormier, c.s.c., (1910-1987) », Les Cahiers, La Société historique acadienne, vol. 30, no 4, décembre, p. 237-253.

PICHETTE, R. (1999), « Miscou », « Transmutation », « Au fil du temps », dans La Poésie acadienne Anthologie, sous la direction de Gérald Leblanc et Claude Beausoleil, Moncton, Éditions Perce-Neige, et Trois-Rivières, Écrits des Forges, p. 55-56.

PICHETTE, R. (1998), « Les Sœurs de la Congrégation de Notre-Dame, premières éducatrices en Acadie », Les Cahiers, La Société historique acadienne, vol. 29, no 3, juillet-septembre 1998, p. 125-142.

PICHETTE, R. (1998), « L’Acadie entre lis et léopards », Revue de l’Université Sainte-Anne, 1998, Les abeilles pilotent : mélanges offerts à René LeBlanc, p. 43-60.

PICHETTE, R. (1997), « Mémoire justificatif du symbolisme des armoiries de la Société historique acadienne », Les Cahiers, La Société historique acadienne, vol. 28, nos 2 et 3, juin-septembre 1997, p. 56-58.

PICHETTE, R. (1997), « Napoléon III, l’Acadie et le Canada français », Les Amitiés Acadiennes, no 81/82, 1997, p. 25-29.

PICHETTE, R. (1997), « John Bourinot et la présence de la France au Canada atlantique au xixe siècle », dans Essays in French Colonial History Proceedings of the 21st Annual Meeting of The French Colonial Historical Society, East Lansing, MI (É.-U.), Michigan State University, p. 195-212.

PICHETTE, R. (1996), « La République du Madawaska », Franc-Contact, Bulletin d’information et de liaison du Conseil de la Vie française en Amérique, Québec, vol. 4, no 4, décembre, p. 4, 6.

PICHETTE, R. (1996), « L’héraldique haïtienne sous le règne du roi Henry i », dans Genealogica & Heraldica Ottawa 1996, actes du 22e Congrès international des Sciences généalogique et héraldique tenu à Ottawa, 18-23 aout, Ottawa, Presses de l’Université d’Ottawa, p. 429-438.

PICHETTE, R. (1995), « Roméo LeBlanc : un gouverneur “acadien” qui a joué un grand rôle dans l’essor de l’Université de Moncton », Bulletin de l’Association des anciens, anciennes et amis de l’Université de Moncton, no 97, p. 12-13.

PICHETTE, R. (1994), « La République du Madawaska : de l’éphémère au mythe », Colloque international de l’Association française d’études canadiennes, Institut d’études acadiennes et québécoises, Université de Poitiers, Études canadiennes/Canadian Studies, revue interdisciplinaire des études canadiennes en France, no 37 ; repris dans la Revue de la Société historique du Madawaska, Edmundston (N.-B.), vol. xxii, no 4, p. 28-34.

PICHETTE, R. (1994), « Indélogeable Acadie », Continuité, Québec, no 61, été, p. 15.

PICHETTE, R. (1994), « “Les enseignes de sa tribu” : Le drapeau de la République du Madawaska », Revue de la Société historique du Madawaska, Edmundston (N.-B.), vol. xxii, no 4, 1994, p. 35-39.

PICHETTE, R. (1993), « La “science de gueule” en Acadie », Revue de l’Université Sainte-Anne, Pointe-de-l’Église (N.-É.), p. 5-30.

PICHETTE. R. (1993), « Conditionnel » et « Petit cri feutré », dans Reflets maritimes 2, collectif, Moncton, Éditions d’Acadie, et Laval, Mondia, p. 59-62, p. 70-71.

PICHETTE, R. (1993), « L’Ordre de Malte, l’Acadie et les Antilles », Les Amitiés acadiennes, no 63, p. 12-16.

PICHETTE, R. (1992), « Présence historique française à Sydney, N.-É. », Les Cahiers, La Société historique acadienne, vol. 23, no 2, avril-juin, p. 60-79.

PICHETTE, R. (1992), « Des moines cisterciens en Nouvelle-Écosse », Les Amitiés Acadiennes, no 59, 1er trimestre, p. 9-10.

PICHETTE, R. (1991), « D’Antoinette de Saint-Étienne de La Tour à Évangéline : la religieuse en Acadie », dans Une dialectique du pouvoir en Acadie : Église et autorité, sous la direction de Gérald C. Boudreau, Montréal, Fides, p. 105-126.

PICHETTE, R. (1990), « Miscou », « Chimères » et « Tapisserie ancienne », dans Rêves inachevés : poésie acadienne contemporaine, sous la direction de Fred Cogswell et J.-A. Elder, introduction de Raoul Boudreau, Moncton, Éditions d’Acadie, p. 178-181.

PICHETTE, R. (1990), « Miscou », « Imaginings » et « Ancient Tapestry », dans Unfinished Dreams: Contemporary Poetry of Acadia, sous la direction de Fred Cogswell et J.-A. Elder, traducteurs et rédacteurs, Fredericton, Goose Lane Editions, p. 144-146.

PICHETTE, R. (1986), « L’honorable p’tit Louis » (entrevue avec l’honorable Louis J. Robichaud, Ven’d’est, Petit-Rocher (N.-B.), mars, p. 3.

PICHETTE, R. (1985), « Nocturne » et « Ennui », dans Poésie acadienne contemporaine/Acadian Poetry Now, collectif, Moncton, Éditions Perce-Neige, p. 193-203.

PICHETTE, R. (1985), « Le lendemain de la veille », Éloizes, revue de l’Association des écrivains acadiens, no 11, printemps, p. 44-45.

PICHETTE, R. (1985), « Les coqs de nos clochers », Le Topo, publication de l’Association acadienne des journalistes, Moncton, vol. 2, no 3, mai.

PICHETTE, R. (1985), « La dignité d’un peuple, mais à quel prix ? », Le Topo, publication de l’Association acadienne des journalistes, Moncton, vol. 2, no 2, février.

PICHETTE, R. (1984), « Journalistes ou Journaleux », Le Topo, publication de l’Association acadienne des journalistes, Moncton, vol. 2, no 1, décembre.

PICHETTE, R. (1984), « Le drapeau acadien : un paradoxe », La Voix acadienne, numéro spécial, Summerside (Î.-P.-É.), 1er aout, p. 7.

PICHETTE, R. (1981), « Équinoxe » et « Attente », Éloizes, revue de l’Association des écrivains acadiens, no 3, printemps, p. 21-22.

PICHETTE, R. (1981), « Notes on Some Knights of St. Lazarus and the American War of Independence », Newsletter Grand Priory of America The Military and Hospitaller Order of Saint Lazarus of Jerusalem, vol. xii, no 3, mai-juin, p. 44-46.

PICHETTE, R. (1981), « Le Commissaire aux langues officielles », Égalité, revue acadienne d’analyse politique, no 3, Moncton, p. 73-81.

PICHETTE, R. (1977), « L’Ordre de Saint-Lazare en Nouvelle-France », L’ordre militaire et hospitalier de Saint-Lazare de Jérusalem : Une brève histoire du grand prieuré du Canada/The Military and Hospitaler Order of Saint Lazarus of Jerusalem : A Short History of the Grand Priory of Canada, sous la direction du lt-col. George F.G. Stanley (dir.), Sackville (N.-B.), Commission historique du Grand Prieuré canadien, p. 31-42.

PICHETTE, R. (1977), « Armorial des chevaliers de Saint-Lazare en Nouvelle-France et au Canada avant 1963 », dans Stanley, op. cit., p. 80-81.

PICHETTE, R. (1977), « Le Madawaska, terre du porc-épic », Revue de la Société historique du Madawaska, vol. v, no 3, mai-aout.

PICHETTE, R. (1976), « Heraldry in New France », xiiith International Congress of Genealogoical and Heraldic Sciences, Londres, Imperial War College (microfiches).

PICHETTE, R. (1976), « Héraldique et généalogie », Mémoires de la Société généalogique canadienne-française, vol. xxvii, no 3, mai-aout.

PICHETTE, R., et J.-J. LUSSIER (1976), « Armorial des Chevaliers de Malte français en terre d’Amérique », Revue de l’Université d’Ottawa, janvier-mars, p. 40-67.

PICHETTE, R. (1975), « Plaque armoriée de l’église de Saint-Antoine de Tilly », Mémoires de la Société généalogique canadienne-française, vol. xxvi, no 4, octobre-novembre-décembre, p. 209-218.

PICHETTE, R. (1975), « L’Ordre de Saint-Jean de Latran et le Sieur Wallon La première décoration pontificale au Canada », Mémoires de la Société généalogique canadienne-française, vol. xxvi, no 2, juin.

PICHETTE, R. (1965) « Marc Lescarbot et son Théâtre de Neptune », huitième cahier, La Société historique acadienne, mai, p. 21-32.

PICHETTE, R. (1964), « L’Ordre de Malte en Acadie et en Nouvelle-France », sixième cahier, La Société historique acadienne.

PICHETTE, R. (1962), « Le démon des écritures », Incidences, no 1, Université d’Ottawa, novembre.

PICHETTE, R. (1958), « Ézékiel Hart, premier député juif au Canada », Bulletin du Cercle juif de langue française, Montréal, mai-octobre.

PICHETTE, R. (1958), « Le Courrier Philip Long », Le Madawaska, 17 juillet.

PICHETTE, R. (1958), « Toponymie du Comté de Madawaska », Le Madawaska, s.d., repris sous le titre « Le Madawaska, terre du porc-épic ? », Le Brayon, Revue de la Société historique du Madawaska, vol. v, no 3 ; J.-A. Robert Pichette, « Toponymie du cté de Madawaska », L’Évangéline, Moncton, 26, 27, 28 juin 1958, p. 4.

PICHETTE, R. (1954), « Prudent Mercure a-t-il écrit l’histoire du Madawaska ? », Revue d’histoire de l’Amérique française, vol. viii, no 2, p. 254-257, repris dans Le Brayon, Revue de la Société historique du Madawaska, vol. viii, no 2, juin 1980.

- Articles reliés à l'héraldrie

Articles dans L’Héraldique au Canada/Heraldry in Canada, revue bi-annuelle comportant un recueil d'articles et de critiques de livres soumis à la revue par les membres de la Société et d'autres héraldistes éminents. Revue publiée depuis 1966.
PICHETTE, R. (2015), « New Brunswick’s Royal Heraldry Legacy », vol. 49, no 1-2, (année 2015), p. 17-30).

PICHETTE, R. (septembre 2000), « Early Canadian Heraldry of the Equestrian Order of the Holy Sepulchre », partie i, vol. xxxiv, no 3, p. 12 ; partie ii, vol. xxxiv, no 4 (décembre 2000), p. 11.

PICHETTE, R. (juin 1999), « L’héraldique cistercienne en Acadie », vol. xxxiii, n0 2, p. 5.

PICHETTE, R. (juin 1998), « Quelques armoiries ecclésiastiques en Acadie », vol. xxxii, no 2, p. 12.

PICHETTE, R. (septembre 1995), « Les armoiries de Roméo LeBlanc, Gouverneur général du Canada », vol. xxix, no 3, p. 10.

PICHETTE, R. (septembre 1995), « D’argent plain : trois évêques LeBlanc », vol. xxix, no 2, p. 20.

PICHETTE, R. (juin 1992), « Le sceau de Jacques Prévost de la Croix », vol. xxvi, no 2, p. 20.

PICHETTE, R. (mars 1992), « Armoiries de l’Association canadienne de l’Ordre de Malte », vol. xxvi, no 1, p. 15.

PICHETTE, R. (mars 1992), « Arms of the Canadian Association of the Order of Malta », vol. xxvi, no 1, p. 20.

PICHETTE, R. (juin 1991), « Bel exemple d’armoiries allusives : le blason d’Antoine-Gabriel François Benoist », vol. xxv, no 2, p. 20.

PICHETTE, R. (septembre 1986), « Les origines de l’héraldique au Canada français », vol. xx, no 3, p. 14.

PICHETTE, R. (juin 1984), « Les armes de sœur Esther Wheelright », vol. xviii, no 2, p. 10.

PICHETTE, R. (septembre 1983), « Nicolas Boileau et la noblesse », vol. xvii, no 3, p. 11.

PICHETTE, R. (septembre 1982), « Le comte de Gobineau à Terre-Neuve », vol. xvi, no 3, p. 4.

PICHETTE, R. (juin 1982), « Sébastien Cramoisy et la Nouvelle-France », vol. xvi, no 2, p, 23.

PICHETTE, R. (mars 1981), « Les armes de Patrick Beatson (1758-1800) », vol. xv, no 1, p. 22.

PICHETTE, R. (septembre 1978), « Une alliance Pécaudy de Contrecœur et Boucher de la Perrière », vol. xii, no 3, p. 5.

PICHETTE, R. (juin 1978), « Armes de Des Champs de Boishébet sur un éteignoir d’argent », vol. xii, no 1, p. 4.

PICHETTE, R. » (mars 1978), « La première augmentation d’armoiries au Canada : sir William Pepperell et la prise de Louisbourg », vol. xii, no 1, p. 4.

PICHETTE, R. (septembre 1977), « Les armoiries du baron de Dieskau », vol. xi, no 3, p. 4.

PICHETTE, R. (juin 1977), « Les armoiries de Jacques Viger », vol. xi, no 2, p. 5.

PICHETTE, R. (mars 1977), « Une énigme héraldique résolue : Les armes de De Bruc sur un tableau à Québec », vol. xi, no 1, p. 4.

PICHETTE, R. (mars 1977), « Queen Elizabeth Silver Jubilee », éditorial, vol. xi, no 1, p. 1.

PICHETTE, R. (juin 1976), « Le blason de sir Narcisse-Fortunat Belleau, KCMG », vol. x, no 2, p. 18.

PICHETTE, R. (mars 1976), « In Appreciation: Alan Brookman Beddoe », éditorial, vol. x, no 1, p. 2.

PICHETTE, R. (mars 1976), « Deux blasons canadiens identifiés : le Ber de Senneville et Gaultier de la Vérandrye », vol. x, no 1, p. 5.

PICHETTE, R. (septembre 1975), « The First of a Noble Order: Canada’s Earliest Knights of Saint John », vol. ix, no 3, p. 21.

PICHETTE, R. (septembre 1975), « Le blason de Louis-Philippe Mariauchau d’Esgly, premier Canadien évêque de Québec », vol. ix, no 3, p. 7.

PICHETTE, R. (juin 1975), « François du Pont du Chambon de Mésillac », vol. ix, no 2, p. 4.

PICHETTE, R. (mars 1975), « Madame de Sévigné et le Canada », vol. ix, no 1, p. 4.

PICHETTE, R. (septembre 1974), « Les chevaliers de Saint-Lazare en Amérique avant 1962 Essai d’armorial », vol. viii, no 3, p. 9.

PICHETTE, R. (mars 1974), « Flottart de Lescure : un mystérieux chevalier de Malte en Canada », vol. viii, no 1, p. 4.

PICHETTE, R. (septembre 1973), « Un blason prophétique : le blason du père Marquette », vol. vii, no 3, p. 20.

PICHETTE, R. (mars 1973), « Quelques fondateurs de Montréal et leurs blasons », vol. vii, no 1.

PICHETTE, R. (décembre 1972), « Aymar de Clermont de Chaste », vol. vi, no 4, p. 31.

PICHETTE, R. (décembre 1972), « A Partial List of Armorial Bearings on Memorials in Saint James Cathedral, Toronto », vol. vi, no 4, p. 9-14 et 28-33.

PICHETTE, R. (juin 1972), « Les blasons de quelques dames en Nouvelle-France », vol. vi, no 2, p. 22.

PICHETTE, R. (mars 1972), « De Tocqueville au Canada », vol. vi, no 1, p. 18.

PICHETTE, R. (décembre 1971), « Une Québécoise duchesse de Bassano », vol. v, no 4, p. 20.

PICHETTE, R. (décembre 1971), « Un cardinal italien curé au Canada », vol. v, no 4, p. 26.

PICHETTE, R. (mars 1969), « Essai d’armorial canadien », vol. iii, no 1, p. 20.

PICHETTE, R. (septembre 1968), « Early French Canadian Heraldry », vol. ii, no 3, p. 20.

PICHETTE, R. (décembre 1967), « Chronique de la Nouvelle-France », vol. i, no 4, p. 1.